# Helgoland (panserskib)
 For alternative betydninger, se Helgoland (flertydig). (Se også artikler, som begynder med Helgoland)
Helgoland var et dansk panserskib, og var det hidtil største krigsskib i dansk tjeneste. Det var i hele sin levetid det største krigsskib i Norden, og i den danske flåde blev det først overgået i 2004, da Absalon blev søsat. Navnet Helgoland henviser til slaget ved Helgoland, og skibet blev søsat på årsdagen for slaget.

## Design
I begyndelsen af 1870'erne var Marinens opgaver som artilleristøtte søgt løst gennem anskaffelsen af fem små upansrede kanonbåde med svære kanoner, men det lignede mest et forsøg på at spare penge. Politikeren og søofficeren N.F. Ravn blev marineminister i 1873, og det lykkedes ham i 1875 at få godkendt planerne for Helgoland. Skibet var markant større end de foregående panserskibe, og da man på den tid regnede panserskibe på over 5.000 t som slagskibe, var der altså tale om Marinens første og eneste slagskib. Helgoland var det første danske panserskib med bagladekanonener, og ligeledes det første med torpedoapparater. I 1870'erne var der flere teorier om, hvordan man mest hensigtsmæssigt kunne anbringe de svære kanoner på skibene. I England byggede man dels centralbatteriskibe og dels skibe med kanontårne, og i Frankrig var det skibe med halvåbne tårne (barbetter), kombineret med et centralt batteri. Marinens konstruktionsafdeling nåede frem til et design med fire kanoner i en kasemat (centralt batteri) som på Odin, kombineret med en kanon i et tårn på fordækket. Denne 30,5 cm kanon var Marinens hidtil kraftigste, og den blev drejet med håndkraft af otte mand. Den maksimale svingning på 240° tog seks minutter og 40 sekunder, og der var fem minutter mellem hvert skud. De fire 26 cm kanoner kunne afgive et skud hvert fjerde minut, men de havde også kun en rækkevidde på 5,5 km mod 6,4 km i den førstnævnte. Helgoland var i kraft af sin status som Marinenes største skib forsynet med ekstra kahytter og salon, så det kunne fungere som admiralsskib og flagskib for flådeeskadrer. Fra 1887 blev der etableret forsvar mod torpedobåde i form af hurtigtskydende 57 mm kanoner. De to små revolverkanoner og senere maskinkanoner var anbragt i hvert sit mærs på militærmasterne.

## Tjeneste
I 1879 var Helgoland på prøvetogt og indgik derefter i årets eskadre. De følgende år var skibet jævnligt udrustet til de årlige øvelseseskadrer, således i 1881, 1884, 1885 og 1888. Det skete også, at eskadrene også anløb udenlandske havne, for eksempel var Helgoland i 1891 med på turen til Leith i Skotland, og i 1894 var skibet med eskadren i Rotterdam. I 1896-1897 var Helgoland på Orlogsværftet til eftersyn, og derefter indgik det i eskadren i 1897. Skibet forlod imidlertid eskadren i en periode for at repræsentere Danmark ved den flåderevy, der blev afholdt i Spithead i anledning af dronning Victorias 60 års regeringsjubilæum. Den samlede eskadre besøgte i september 1897 Stockholm for at deltage i kong Oscar 2.'s 25 års regeringsjubilæum. Helgoland deltog derefter i eskadrene i 1900 (med anløb af Oslo), 1902 (med besøg i Karlskrona) og 1904, hvor Prins Valdemar var skibets chef. Herefter var det slut med aktiv tjeneste. Helgoland blev solgt i 1907 og slæbt til Holland til ophugning.